# Pacifidrilus aquilinus
Pacifidrilus aquilinus är en ringmaskart som först beskrevs av Erséus och Davis 1989.  Pacifidrilus aquilinus ingår i släktet Pacifidrilus och familjen glattmaskar. Inga underarter finns listade i Catalogue of Life.